# Agriocnemis pieli
Agriocnemis pieli är en trollsländeart som beskrevs av Navás 1933. Agriocnemis pieli ingår i släktet Agriocnemis och familjen dammflicksländor. Inga underarter finns listade i Catalogue of Life.